# Ingūna Būtane
Ingūna Butāne, nacida el 24 de febrero de 1986, conocida simplemente como Inguna, es modelo letona.

## Carrera
Butāne fue descubierta en un concurso organizado en Letonia, donde conoció a agentes de Women Management en Milán, Italia, pero decidió acabar su carrera en diseño de interiores. Entonces vivió una temporada en Moscú y luego en Nueva York para comenzar su carrera.
Ha estado en campañas comerciales de Armani Jeans, Bergdorf Goodman, Dolce & Gabbana, L'Oréal, Marc Jacobs y Neiman Marcus. Su trabajo de pasarela incluye Fendi, Alexander McQueen,  Viktor and Rolf, Yohji Yamamoto, Alice Roi, Baby Phat, Belstaff, Gucci, Versace y Oscar de la Renta. En la actualidad tiene un contrato con Mother New York.
Ha sido el rostro de Escada y Bottega Veneta, junto con las modelos Julia Dunstall y Chanel Iman.
Desfiló en el Victoria's Secret Fashion Show en 2005, 2007 y 2008.
Tocó el violín por mucho tiempo cuando era pequeña y ama la música clásica.